# Irichohalticella fuscipennis
Irichohalticella fuscipennis är en stekelart som först beskrevs av Alan Parkhurst Dodd och Girault 1915.  Irichohalticella fuscipennis ingår i släktet Irichohalticella och familjen bredlårsteklar. Inga underarter finns listade i Catalogue of Life.